# Brouwerij Carpentier

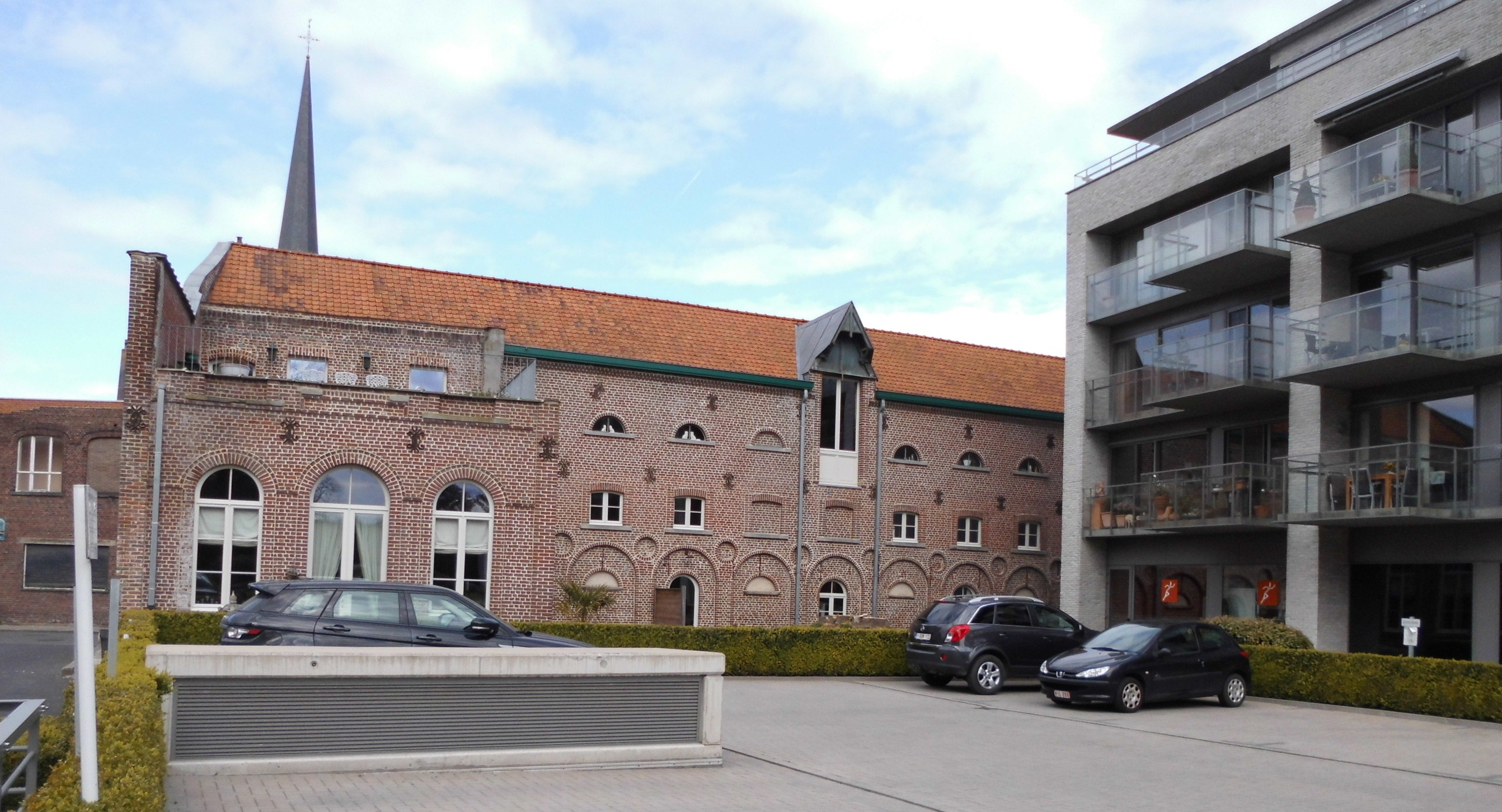
Brouwerij Carpentier

Brouwerij Carpentier is een voormalige brouwerij gelegen in de Gentsestraat te Izegem. Deze was actief van 1840 tot 1940. De gebouwen staan op de Inventaris Onroerend Erfgoed.

## Geschiedenis
De brouwerij werd in de Pastoriebeek (nu papestraat) rond 1838-1840 opgericht door B.G. Delaere en produceerde bier en azijn. Hij kocht hiervoor de gronden van de voormalige blekerij Strobbe. Kort daarna werd Pieter Carpentien eigenaar die er bijkomende gebrouwen aankocht (1856) en bestaande gebouwen uitbreid in 1861. Daarnaast liet hij in 1862/1865 een stoommachine plaatste en liet deze verzwaren in 1890. In 1890 werd er tevens een mouterij gebouwd. In 1906 werd een bijkomende stoommachine van 27 pk geplaatst.
In 1929 werden een deel van de gebouwen gebruikt als zijdeweverij die nog later werden verbouwd tot meubelmakerij. Deze bleef actief tot 1998. 
Nadat de koperen ketels gedurende de Tweede Wereldoorlog werden aangeslaan werd de brouwactiviteiten na de oorlog niet heropgestart.

## Gebouwen[2]

### Site
De gebouwen zijn geschikt rond een gekasseide binnenkoer. 
- In het noorden ligt een koetspoort, brouwerswoning en kantoor.
- In het het westen liggen de mouterij en ast
- In het oosten bevinden zich paardenstallen, graanmagazijnen, kuiperij met gistings- en opslagkelders.
- In het zuiden is de brouwerij en het biermagazijn.

De landschapstuin is ook bewaard gebleven. 

### Gebouwen
De 19de-eeuwse brouwerswoning van twee bouwlagen heeft een neoclassicistisch stijl en bezit een schilddak. De woning werd in 1856 en in 1905 uitgebreid en heeft een eclectisch interieur.
De toegangspoort naast de brouwerswoning heeft het opschrift "brouwerij/carpentier" met leeuwenkop in reliëf die refererend aan een bijnaam "Brouwerij De Gouden Leeuw". 
De mouterij (1890) bestaat uit drie bouwlagen en een zadeldak. 
De machinekamer bezit nog de stoommachine uit 1906 van het constructiehuis Paret-Missiaen uit Izegem.
De schoorsteen (1863) is te situeren ten noordoosten van de machinekamer aan de achtergevel van de stallen.